# Jan Eikelboom
Jan Eikelboom (Heinkenszand, 27 november 1964) is een Nederlands televisiejournalist en -verslaggever.
Eikelboom groeide op in België en in Vlaardingen, waar hij bij de piratenzender Radio URAL Schiedam de liefde voor het vak ontdekte. Hij studeerde journalistiek in Kampen en werkte daarna voor Radio Rijnmond, de VPRO en de VARA-radio. In 1992 stapte hij over naar de actualiteitenrubriek Achter het Nieuws (VARA), die korte tijd later opging in NOVA. Voor NOVA maakte Eikelboom veel buitenlandreportages. Hij deed onder meer verslag van natuurrampen (watersnood Bangladesh), oorlogen (Kosovo, Oost-Timor, Libanon, Libië), vluchtelingencrises (Irak, Rwanda), terreuraanslagen (Londen, Israël), politieke omwentelingen (de val van Slobodan Milošević, Zuid-Afrika na de apartheid) en verkiezingen (Israël, Verenigde Staten, Rusland, Pakistan, Georgië, Chili, Iran et cetera). Eikelboom is gespecialiseerd in het Midden-Oosten, een regio die hij circa honderd keer bezocht. Hij deed er intensief verslag van het Israëlisch-Palestijns conflict en nam in 2010 voor het programma Nieuwsuur het eerste Nederlandse interview met de Iraanse president Mahmoud Ahmadinejad af. In het voorjaar en de zomer van 2011 deed Eikelboom met Esmeralda van Boon vanuit Tunesië, Egypte en Libië verslag van de Arabische Lente, waarover hij onder die titel ook een boek schreef.
Voor de NOS maakte Eikelboom onder meer de documentaires Een roeping als beroep over het leven van koningin Beatrix (1998) en Margriet 65: meer dan een prinses (2008) ter gelegenheid van de 65e verjaardag van prinses Margriet. Ook heeft hij enkele geschiedenisdocumentaires op zijn naam staan, die werden uitgezonden door het programma Andere Tijden.

## Erkenningen
- Eikelboom ontving in 2013 voor zijn reportages over de oorlog in Syrië De Tegel, de belangrijkste journalistieke prijs in Nederland. In dat jaar verscheen ook zijn boek Achter het front: Mijn leven als oorlogsverslaggever over oorlogsjournalistiek.
- In november 2014 ontving Jan Eikelboom de ereprijs voor de "Journalist voor de Vrede", een prijs die elke twee jaar door het Humanistisch Vredesberaad wordt toegekend aan een journalist in het Nederlandse taalgebied die door onafhankelijke, objectieve en kritische berichtgeving bijgedragen heeft tot een cultuur van vrede en rechtvaardigheid. De jury sprak uit dat Eikelboom de verschrikkingen van de oorlog laat zien "op een wijze waarbij waarheidsvinding en het lot van de individuele mens centraal staan, zonder te bezwijken voor de verleiding van een gesimplificeerd zwart en wit."[2]